# کمربند میان‌کوهی

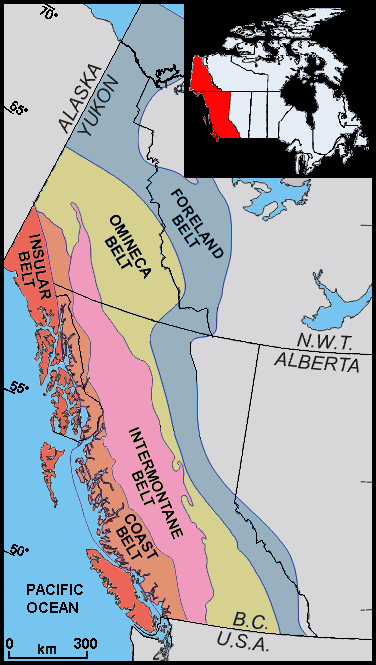
کمربندهای زمین‌شناسی غرب دور کانادا و جنوب شرق آلاسکا، شامل کمربند میان‌کوهی (صورتی)

کمربند میان‌کوهی (انگلیسی: Intermontane Belt) یک منطقه زمین‌شناسی در شمال غربی آرام آمریکای شمالی است که از شمال ایالت واشینگتن تا بریتیش کلمبیا، یوکان و آلاسکا گسترش دارد. این منطقه شامل تپه‌های موج‌دار، فلات‌های بلند و دره‌های عمیق است. سنگ‌های موجود در این کمربند شباهت چندانی با قاره آمریکای شمالی ندارند.

## زمین‌شناسی
تشکیل کمربند میان‌کوهی فرآیندی پیچیده است. این کمربند در دوره ژوراسیک اولیه شروع به شکل‌گیری کرد، زمانی که یک کمان آتشفشانی به نام جزایر میان‌کوهی با یک حاشیه قاره‌ای پیشین برخورد کرد. این قوس جزیره‌ای به نظر می‌رسد که بر روی یک صفحهٔ زمین‌ساختی پیشین به نام صفحه میان‌کوهی، حدود ۲۴۵ میلیون سال پیش، در اثر فرورانش صفحه آبخستی در دوره تریاس تشکیل شده باشد. این ناحیه فرورانش همچنین ناحیه فرورانش دیگری به نام درازگودال میان‌کوهی را در زیر یک اقیانوس باستانی بین جزایر میان‌کوهی و حاشیه قاره‌ای پیشین آمریکای شمالی به نام اقیانوس کوه لغزان ثبت کرده است. این آرایش با دو ناحیه فرورانش موازی غیرمعمول است، زیرا تعداد کمی از این نواحی در زمین وجود دارند؛ کمربند متحرک فیلیپین در ساحل شرقی آسیا نمونه‌ای از چنین ناحیه‌ای در دنیای مدرن است.
با نزدیک‌تر شدن صفحه میان‌کوهی به حاشیه قاره‌ای پیشین از طریق فرورانش در اقیانوس کوه لغزان، جزایر میان‌کوهی نیز به حاشیه قاره‌ای پیشین و خط ساحلی غربی آمریکای شمالی نزدیک‌تر شدند و باعث ایجاد یک قوس آتشفشانی در حاشیه قاره‌ای پیشین شدند. با حرکت صفحه آمریکای شمالی به سمت غرب و حرکت صفحه میان‌کوهی به سمت شرق، اقیانوس کوه لغزان در نهایت با ادامه فرورانش بسته شد. در حدود ۱۸۰ میلیون سال پیش، ناحیه فرورانش متوقف شد و قوس آتشفشانی در حاشیه قاره‌ای پیشین پایان یافت. برخورد جزایر میان‌کوهی کمربند میان‌کوهی را تشکیل داد. این برخورد باعث خرد شدن و چین‌خوردگی سنگ رسوبی و سنگ آذرین شد و رشته‌کوهی به نام کمربند چین‌خورده کوتنی را در شرق ایالت واشینگتن  و بریتیش کلمبیا ایجاد کرد.
پس از خرد شدن و چین‌خوردگی سنگ‌های رسوبی و آذرین، یک سکوی قاره‌ای و خط ساحلی جدید ایجاد شد. این خط ساحلی و سکوی قاره‌ای جدید در نزدیکی حاشیه شرقی دره متو قرار داشت. حدود ۱۳۰ میلیون سال پیش، در میانه دوره کرتاسه و پس از شکل‌گیری کمربند میان‌کوهی، صفحه آبخستی به فرورانش در زیر سکوی قاره‌ای و خط ساحلی جدید ادامه داد و یک قوس آتشفشانی قاره‌ای جدید به نام قوس امینکا را پشتیبانی کرد. ماگمای برخاسته از قوس امینکا به‌طور موفقیت‌آمیز کمربند میان‌کوهی را به سرزمین اصلی آمریکای شمالی متصل کرد و زنجیره‌ای از آتشفشان‌ها را از واشینگتن تا بریتیش کلمبیا ایجاد کرد که حدود ۶۰ میلیون سال وجود داشت. اقیانوس موجود در این دوره اقیانوس رود بریج نام دارد.
حدود ۱۱۵ میلیون سال پیش، قوس جزیره‌ای دیگری به نام جزایر آبخستی با شمال غربی آرام برخورد کرد و باعث بسته شدن اقیانوس رود بریج شد. مانند تجمع قبلی جزایر میان‌کوهی، این قوس جزیره‌ای نیز با انجماد و صعود ماگما در زیر قوس به کمربند میان‌کوهی متصل شد. فشار ناشی از این برخورد باعث ایجاد شکستگی‌ها و چین‌خوردگی‌هایی در کمربند میان‌کوهی شد.